# Eríba-Adad II.
Eríba-Adad II. (dosl. „Adad rozmnožil/přidal“) byl král Asýrie v letech 1056–1054 př. n. l..
Na trůn nastoupil po smrti svého otce, krále Aššur-bél-kaly. Po dvou letech u moci byl svržen svým strýcem Šamší-Adadem IV. O jeho vládě se nedochovaly žádné záznamy.